# Atheta tanensis
Atheta tanensis – gatunek chrząszcza z rodziny kusakowatych i podrodziny rydzenic.
Gatunek ten opisał po raz pierwszy w 1995 roku Roberto Pace na łamach „Revue suisse de Zoologie”. Jako lokalizację typową wskazano Galole Hola nad Taną w Kenii.
Chrząszcz o błyszczącym, wydłużonym w zarysie ciele długości 2,1 mm. Głowa jest brązowa, wyraźnie siateczkowana oraz wyraźnie ziarenkowana. Czułki mają żółte człony pierwszy i drugi oraz brązowe człony pozostałe. Brązowe, bardziej niż u podobnej A. riftensis poprzeczne przedplecze ma wyraźnie siateczkowaną i drobno ziarenkowaną powierzchnię. Szersze niż dłuższe, brązowe z żółobrązowymi brzegami bocznymi, tylnymi i przyszowoymi pokrywy są wyraźnie siateczkowane, o zatartym ziarenkowaniu. Barwa odnóży jest żółta. Odwłok jest brązowy, pokryty rzeźbą w postaci siateczki o znacznie szerszych niż dłuższych oczkach. Genitalia samicy różnią się od tych u podobnej A. riftensis spermateką o części proksymalnej grubszej i zataczającej szerokiego skrętu.
Owad afrotropikalny, znany wyłącznie z Kenii. Spotkany na wysokości 60 m n.p.m.